# Hincove oká

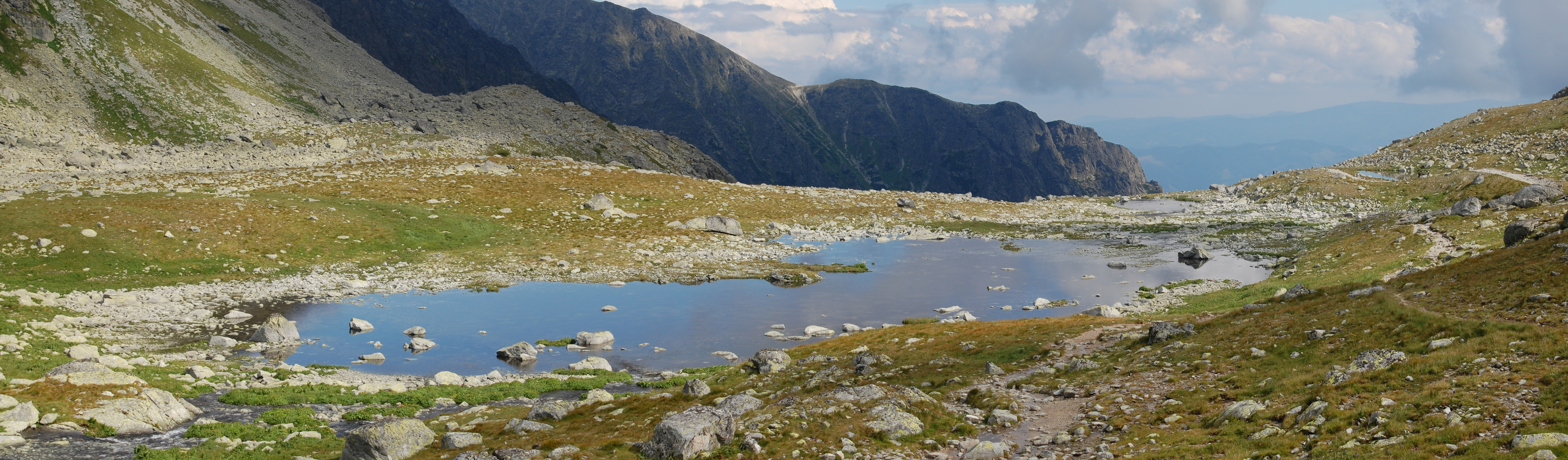

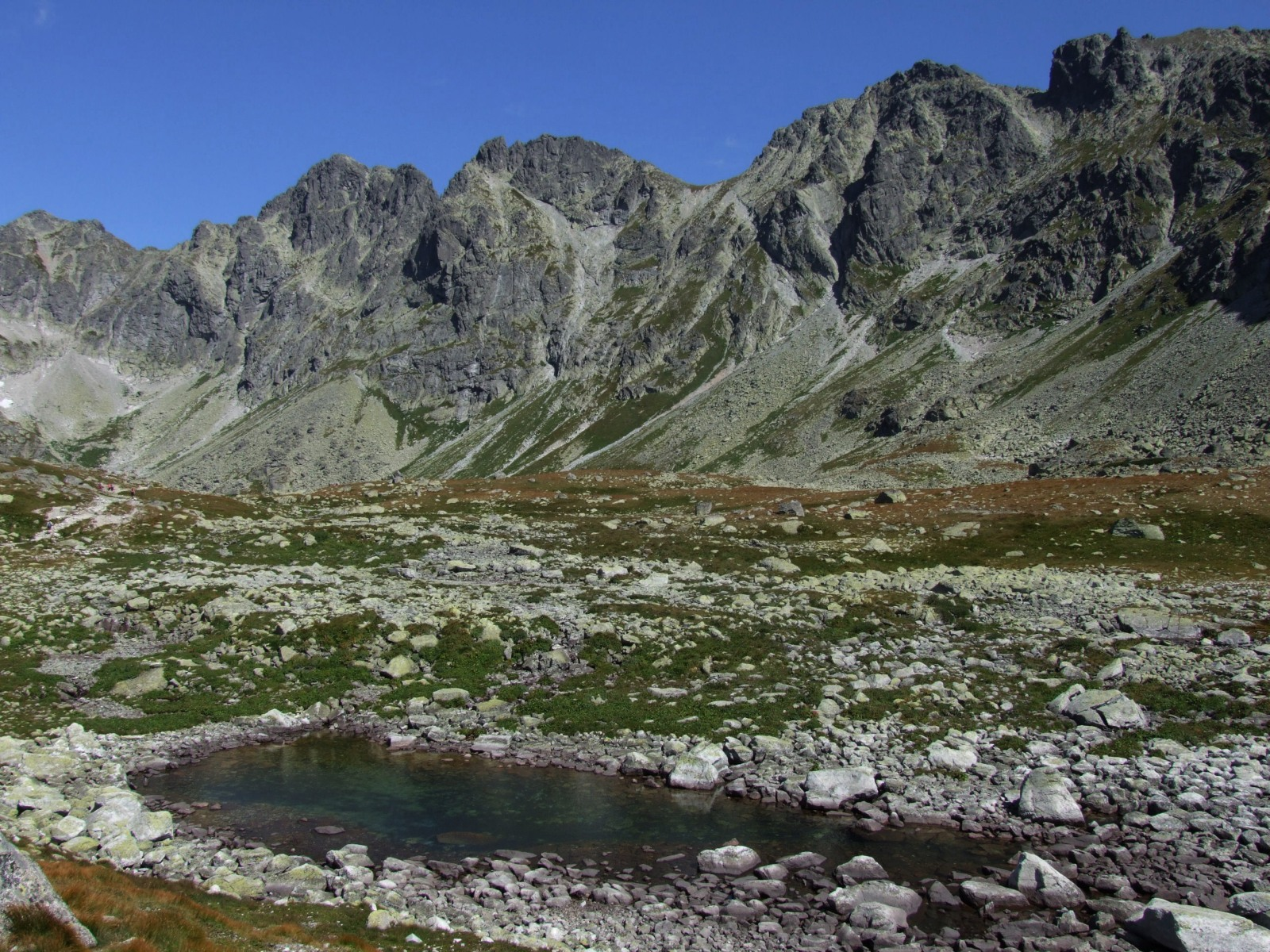

Hincove oká (polsky Hińczowe Oka) je označení čtyř až sedmi ledovcových ok nacházejících se ve Vysokých Tatrách v Hincove kotlině na konci Mengusovské doliny v nadmořské výši 1930–1950 m. Protéká jimi Hincov potok. Pojmenování pochází ze slovenského domáckého jména Hinco (Ignác).

## Poloha
Horní severní oko se při vyšším stavu vody spojuje s Veľkým Hincovým plesem a vytváří u odtoku Hincova potoka jeho zátoku. Horní východní oko se nachází pod západní stěnou Mengusovského Volovce a horní jižní oko se nachází na Hincově potoku. V jižní skupině se nacházejí čtyři oka, z nichž dvě jsou na východ a dvě na západ od modré turistické značky. Nejvýchodnějším okem v jižní skupině protéká Hincov potok. Oka západně od turistické značky při nižším stavu vody vysychají.

## Oka
| Jezero         | Rozloha (ha) | Délka (m) | Šířka (m) | Max. hl. (m) | Objem (m³) | Nadm. výš. (m) | Poloha                           |
| -------------- | ------------ | --------- | --------- | ------------ | ---------- | -------------- | -------------------------------- |
| dolní jižní    | 0,0677       | 50        | 20        | [ 5 ]        | [ 5 ]      | 1 930          | 49°10′20″ s. š., 20°03′42″ v. d. |
| dolní západní  | 0,0176       | 18        | 11        | [ 5 ]        | [ 5 ]      | 1 930          | 49°10′21″ s. š., 20°03′39″ v. d. |
| dolní východní | 0,0450       | 68        | 16        | —            | —          | 1 930          | 49°10′20″ s. š., 20°03′44″ v. d. |
| dolní severní  | 0,0392       | 33        | 15        | —            | —          | 1 930          | 49°10′22″ s. š., 20°03′40″ v. d. |
| horní jižní    | 0,3000       | 78        | 40        | —            | —          | 1 940          | 49°10′28″ s. š., 20°03′40″ v. d. |
| horní východní | 0,1423       | 90        | 20        | —            | —          | 1 950          | 49°10′31″ s. š., 20°03′47″ v. d. |
| horní severní  | 0,0911       | 35        | 28        | —            | —          | 1 944          | 49°10′33″ s. š., 20°03′37″ v. d. |